# Bernhard Glass
Bernhard Glass (6 de noviembre de 1957) es un deportista de la RDA que compitió en luge en la modalidad individual.
Participó en los Juegos Olímpicos de Lake Placid 1980, obteniendo una medalla de oro en la prueba individual. Ganó una medalla de bronce en el Campeonato Europeo de Luge de 1979.

## Palmarés internacional
| Juegos Olímpicos   | Juegos Olímpicos             | Juegos Olímpicos  | Juegos Olímpicos |
| Año                | Lugar                        | Medalla           | Prueba           |
| ------------------ | ---------------------------- | ----------------- | ---------------- |
| 1980               | Lake Placid (Estados Unidos) | Medalla de oro    | Individual       |
| Campeonato Europeo |                              |                   |                  |
| Año                | Lugar                        | Medalla           | Prueba           |
| 1979               | Oberhof (RDA)                | Medalla de bronce | Individual       |